# Isole Dahlak

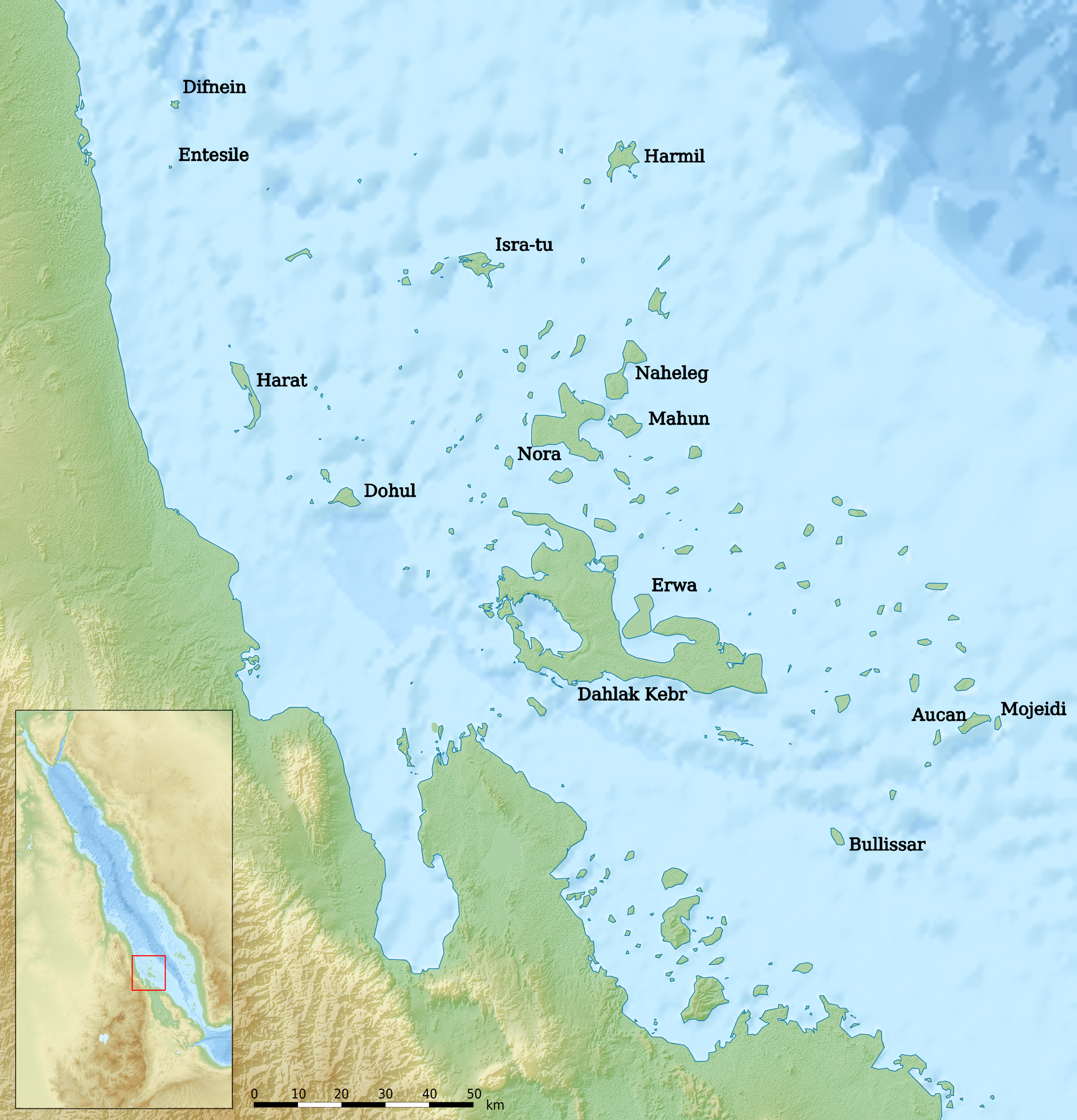
Arcipelago delle Dahlak

L'arcipelago delle isole Dahlak, o secondo altre fonti Dahlac, Dahalac o Daalac (in ge'ez: ዳህላክ, in arabo دهلك‎?, Dahlak), separato dalla terraferma dal Canale di Massaua, è formato da 126 isole madreporiche basse e sabbiose situate al largo della costa eritrea di fronte alla città portuale di Massaua, nel Mar Rosso meridionale.
L'arcipelago è formato da 126 tra isole e scogli, di cui 2 più grandi.
Le principali isole di questo arcipelago sono Dahlak Chebir o Grande Dahlach (900 km²), la più popolata, Nora (135 km²) e poi, in ordine alfabetico, Dhuladhiya, Dissei, Dohol, Eruà, Haràt, Hermil, Sarato (o Isratu), Nocra (che fu sede di un penitenziario), Nahleg e Sciumma.
Attualmente sono in gran parte disabitate: solo su quattro isole c'è una popolazione permanente e su alcune altre una popolazione temporaneamente residente. Su alcune di esse si trovano antiche necropoli, oggetto di studi specialistici da parte degli epigrafisti, a causa dell'uso che vi si riscontra della primissima onomastica araba in età islamica.
La lingua dahlik, un tempo considerata dialetto del tigrino, è oggi riconosciuta come lingua a sé stante, anche se appartenente allo stesso gruppo delle lingue semitiche dell'Etiopia settentrionale.
Grazie all'ambiente incontaminato e all'abbondanza della fauna ittica sono state già da tempo dichiarate riserva naturale.

## Storia
Le isole dell'arcipelago erano già conosciute ai tempi degli antichi Romani per la loro ricca produzione perlifera.
Gli abitanti di Dahlak furono tra i primi africani a convertirsi all'Islam nel VII secolo d.C. (come attestato da una vasta serie di pietre tombali in caratteri kufici, studiati in particolare dal prof. Giovanni Oman). Lo Stato islamico sorto in quel periodo nell'arcipelago fu poi annesso dallo Yemen; in seguito venne occupato, a periodi alterni, dall'Etiopia. Nel 1559 le isole furono conquistate dai Turchi e incorporate nella provincia ottomana di Habesh.
Alla fine del XIX secolo l'arcipelago, parte dell'Eritrea, divenne un protettorato coloniale italiano (1890). Sull'isola di Nocra fu istituito un campo di prigionia in cui venivano confinati i patrioti eritrei. Nel 1894 Crispi ipotizzò anche l'invio di coatti politici italiani, ma l'idea venne abbandonata dopo la relazione degli ispettori inviati sul posto, cui le isole apparvero inadatte a prigionieri europei.
Durante la seconda Guerra Mondiale, Dahlak Kebir fu base dei sommergibili italiani nel Mar Rosso, con la presenza del c.te Augusto Migliorini, sindaco di Finale Ligure dal 1946 al 1974 e Presidente dell'Autorità Portuale di Savona.
Quando l'Etiopia, sotto la giunta del Derg (1975-1987), si alleò con l'Unione Sovietica durante la guerra fredda, nell'arcipelago venne posta una base navale sovietica.
Nel 1990 l'Etiopia perse il controllo dell'arcipelago e della costa settentrionale eritrea, che passò ai ribelli dell'EPLF (il movimento per l'indipendenza eritrea). In seguito al riconoscimento internazionale dell'indipendenza nel 1993, l'arcipelago delle Dahlak divenne parte integrante dello  stato eritreo.